# 城头水库
城头水库是中国浙江省金华市兰溪市境内的一座水库，位于兰江支流甘溪上，建于1976年。水库正常库容为1095万立方米，集雨面积为21平方千米，海拔为208米。